# Thoracochaeta acinaces
Thoracochaeta acinaces är en tvåvingeart som beskrevs av Rohacek och Marshall 2000. Thoracochaeta acinaces ingår i släktet Thoracochaeta och familjen hoppflugor. Inga underarter finns listade i Catalogue of Life.